# Neri II Acciaiuoli
Neri II Acciaiuoli, noto anche come Nerio (... – Atene, 1451), è stato un nobile italiano che fu duca di Atene, in due separate occasioni dal 1435 al 1439 e dal 1441 al 1451.

## Biografia
Faceva parte della famiglia fiorentina degli Acciaioli ed era figlio di Francesco di Donato e di Margherita Dini. Fu duca nel periodo in cui in Italia si sviluppò il filoellenismo e un rinnovato interesse per le antichità e la lingua greca. Neri non solo parlava il greco come lingua madre ma era signore dei più famosi monumenti del mondo ellenico nella sua capitale, Atene.
Fu nominato erede dallo zio Antonio I ma alla morte di questi nel 1435 dovette combattere contro la vedova di Antonio, Maria Melissene, e i Calcondila, la famiglia di cui Maria faceva parte, per mantenere il trono ducale.
Mentre Giorgios Chalkokondyles, il padre dello storico Laonikos Chalkokondyles sosteneva la candidatura di Maria presso il sultano ottomano Murad II, i notabili ateniesi costrinsero Maria a lasciare l'Acropoli e diedero il titolo a Neri.
Maria e la famiglia di Giorgios Chalkokondyles furono espulsi da Atene.
Dopo aver consolidato la sua posizione con l'appoggio turco, detronizzato dagli intrighi del fratello Antonio II ed espulso da Atene.
Il suo nemico personale, lo storico Laonikos Chalkokondyles, lo definisce "effeminato.".
Neri tornò al potere nel 1441 alla morte del fratello, dopo essere stato per un po' di tempo a Firenze. Espulse subito la vedova del fratello Maria Zorzi e il figlio Francesco. Neri fu probabilmente presente quando l'imperatore Giovanni VIII fece professione di cattolicesimo il 6 luglio 1439 nella Cattedrale di Firenze.
Nel 1444, Neri entrò in guerra contro i Turchi accanto al despota Costantino, ma poi venne a patti con gli Ottomani.
In seguito perse Tebe a favore di Costantino e fu obbligato a pagargli un tributo e diventare suo vassallo. Nel 1446, Murad aiutò Neri a riconquistare Tebe. Alla morte gli successe il giovane figlio Francesco sotto la reggenza della vedova Chiara (o Clara) Zorzi.